# Trenck – Zwei Herzen gegen die Krone
Trenck – Zwei Herzen gegen die Krone ist ein deutscher Fernsehfilm in zwei Teilen aus dem Jahr 2002. Regie führte Gernot Roll, der zugleich auch als Kameramann fungierte. Der Film spielt Mitte des 18. Jahrhunderts in Preußen und Österreich und basiert lose auf dem Leben des Offiziers und Abenteurers Friedrich von der Trenck. Ferner stellt er eine Neuverfilmung des TV-Mehrteilers Die merkwürdige Lebensgeschichte des Friedrich Freiherrn von der Trenck aus dem Jahr 1973 dar, fokussiert sich aber deutlich stärker auf Trencks mutmaßliche Liebesbeziehung zur preußischen Prinzessin Anna Amalia. Die Hauptrollen sind mit Ben Becker, Alexandra Maria Lara und August Zirner besetzt.

## Handlung
In den frühen 1740er-Jahren studiert der Freiherr Friedrich von der Trenck in Königsberg. Obwohl er als überaus begabt gilt, genießt er bei der Universitätsleitung einen zweifelhaften Ruf aufgrund seiner Liebesaffären sowie häufiger Beteiligung an (illegalen) Duellen. Als König Friedrich II. die Universität besucht, fordert er Trenck auf, sich der Garde du Corps anzuschließen. Nachdem Trenck dieser Aufforderung nachgekommen ist, macht er bald die Bekanntschaft von Anna Amalia, einer der Schwestern des Königs. Es entwickelt sich eine Liebesbeziehung, die aber geheim bleiben muss, da klar ist, dass Amalies Bruder die unstandesgemäße Liaison nicht gutheißen wird.
Der König hält zunächst viel von Trenck und befördert ihn schon nach kurzer Zeit vom Kadetten zum Kornett. Trencks Vorgesetzter Jaschinsky kann ihn dagegen von Anfang an nicht leiden, zumal er selbst ein Auge auf Amalie geworfen hat. Als dem König Geheimdienstberichte über eine Affäre Amalies mit Trenck zugetragen werden, beschließt er, sie mit dem schwedischen Thronfolger zu verheiraten. Amalie sabotiert den Plan, indem sie sich für den entscheidenden Empfang absichtlich so herrichtet, dass sie unansehnlich und kränklich wirkt. Der schwedische Gesandte, der stellvertretend die Wahl zwischen den noch unverheirateten Schwestern des Königs trifft, gibt ihrer charmanten Schwester Luise Ulrike den Vorzug. Der König ist verärgert über Amalies Verhalten und sagt ihr auf den Kopf zu, ein Verhältnis mit Trenck zu haben.
Friedrich II. führt seine Truppen in einen Krieg gegen Österreich. Dabei zeichnet sich Trenck durch Geschick und Tapferkeit aus. Er erhält den Orden Pour le Mérite und wird zum Leutnant befördert. Diese Gunstbezeugungen durch den König bringen Trenck auf die Idee, ihn um die Erlaubnis zu bitten, Amalie zu heiraten. Sie warnt ihn jedoch, dass dies sein Ende als Offizier wie auch als Mensch wäre.
Durch einen Zwischenfall wird der König wenig später auf die noch immer bestehende Beziehung aufmerksam und verbietet sie ausdrücklich. Trenck schreibt an seinen österreichischen Vetter Franz von der Trenck und bittet ihn um finanzielle Hilfe, da er das Land verlassen müsse, um mit Amalie zusammen zu sein. Als dem König dieser Brief zusammen mit einem Liebesbrief Amalies an Trenck zugespielt wird, hält er Trenck für einen Landesverräter.
Trenck wird zum König nach Charlottenburg beordert und glaubt naiv, dieser wolle der Heirat mit Amalie nun doch zustimmen. Sofort nach seiner Ankunft wird er jedoch verhaftet und auf der Festung Glatz eingekerkert, deren Kommandant sein alter Widersacher Jaschinsky wird. Amalie macht sich Vorwürfe, an Trencks Schicksal schuld zu sein. Sie nimmt Kontakt zu Trencks treuem Burschen Nikolai auf, um ein Treffen zu arrangieren.
In Glatz freundet Trenck sich mit dem Wachoffizier Schell an. Schell nutzt Jaschinskys Abwesenheit aufgrund einer Dienstreise, um Trenck einem Arbeitskommando zuzuteilen, das außerhalb der Festungsmauern an einem bewaldeten Flussufer zu Baumfällarbeiten eingesetzt wird. Dies wiederum nutzt Nikolai, um das Treffen mit Amalie auf einer nahegelegenen Waldlichtung zu arrangieren. Amalie nimmt Trenck das Versprechen ab, geduldig auszuhalten und keinen Fluchtversuch zu unternehmen, da ihr Bruder schließlich sein Unrecht einsehen werde. Inzwischen ist Jaschinsky früher als erwartet von seiner Reise zurückgekehrt. Als er Trencks Fehlen bemerkt, lässt er Schell festnehmen. Vom Lärm alarmiert eilt Trenck an das Flussufer zurück, wo er auf Jaschinsky trifft. Er erklärt sich bereit, widerstandslos in seine Zelle zurückzukehren, Jaschinsky akzeptiert das jedoch nicht, sondern will ihn töten. Ein ungleicher Kampf folgt, bei dem Trenck nur mit einem Ast bewaffnet versucht, Jaschinskys Degen abzuwehren. Unterdessen hat Schell seine Bewacher abgeschüttelt und kommt Trenck zu Hilfe. Es gelingt ihnen schließlich, Jaschinsky lange genug in Schach zu halten, um schwimmend über den Fluss zu entkommen. Sie schlagen sich nach Wien durch, wo sie Hilfe bei Trencks Vetter suchen. Wegen ihres heruntergekommenen Aussehens werden sie jedoch nicht einmal eingelassen. Stattdessen werden sie ins Schloss Schönbrunn zu Feldmarschall Larisch zitiert, der Trenck auffordert, Offizier in der österreichischen Armee zu werden und seine Kenntnisse der preußischen Kriegstaktik einzubringen. Obgleich Trenck nicht wohl dabei ist, sieht er angesichts seiner Situation keine Möglichkeit, abzulehnen, und akzeptiert unter der Bedingung, dass Schell ebenfalls aufgenommen wird und Nikolai weiter für ihn arbeiten darf.
Amalie ist schockiert, als sie hört, dass Trenck geflohen ist, so kurz nach seinem Versprechen, es nicht zu tun, und sich noch dazu um ein österreichisches Offizierspatent beworben hat. Anders als ihr Bruder will sie jedoch keine voreiligen Schlüsse ziehen. Sie schreibt einen Brief an Trenck, in dem sie ihn bittet, sein Verhalten zu erklären. Jaschinskys Handlanger von Rochow fängt jedoch Amalies Hofdame Marie ab, die den Brief an Nikolai übergeben soll. Jaschinsky vernichtet das Schreiben und nötigt Marie, einen anderen Brief zu fälschen, in dem Amalie Trenck mitteilt, sie wolle nichts mehr von ihm wissen. Als Trenck den Brief erhält, ist er am Boden zerstört, stellt den Inhalt jedoch nicht in Frage. Demzufolge wartet Amalie vergeblich auf seine Antwort und ist zutiefst verletzt und verunsichert. Im Felde wird Trenck vom schlechten Gewissen geplagt, dass er mit seinem Einsatz den Tod ehemaliger preußischer Kameraden verschuldet.
Friedrich II., nun endgültig von Trencks Iloyalität und schlechtem Charakter überzeugt, will Amalie so schnell wie möglich verheiraten. Seine Wahl fällt ausgerechnet auf Jaschinsky als Bräutigam. Amalie lässt sich zwar auf ein kurzes Treffen ein, vernichtet aber gleich danach Jaschinskys Rosen.
Als der König unabgesprochen während eines Balls die Verlobung verkündet, rauscht Amalie aus dem Saal und brüskiert damit sowohl Jaschinsky als auch ihren Bruder. Als er sie deshalb zur Rede stellt, erklärt sie, sich eher das Leben nehmen zu wollen, als Jaschinsky zu heiraten. Der König bestimmt daraufhin, sie solle ins Kloster gehen und Äbtissin in Quedlinburg werden. Nikolai versucht noch einmal, auf eigene Faust zu vermitteln, und begibt sich zu Amalie. Er erklärt, wie es zu Trencks Flucht kam, und Marie gesteht, den Brief an Trenck gefälscht zu haben. Amalie schreibt einen neuen Brief, den Nikolai unverzüglich zustellt. Trenck lässt sofort alles stehen und liegen, um sich mit Amalie zu treffen. Bei der Zusammenkunft in einem Landhaus im Grenzgebiet zwischen Preußen und Österreich erklärt Amalie Trenck, ihre einzige Chance sei, dass sich Trenck stelle und sich der Gnade ihres Bruders unterwerfe. Trenck willigt ein, will jedoch zunächst noch Kontakt zu Schell aufnehmen, um einige Dinge zu klären.
Jaschinsky hat jedoch bereits mit seinen Leuten heimlich das Gebäude umstellt. Kaum dass Amalie sich entfernt hat, treiben sie Trenck und Nikolai in die Enge. Trenck will sich ergeben, Jaschinsky akzeptiert das jedoch abermals nicht und besteht darauf, ihn mit Gewalt davon zu schleifen, nachdem er grundlos Nikolai getötet hat.
Trenck wird in der Festung Magdeburg eingekerkert, wo er sehr schlecht behandelt wird und in Ketten auf seinem eigenen Grabstein schlafen muss. Zwar kann Amalie, unterstützt von Schell, ihm nach einiger Zeit durch Bestechung der Wachen seine Lage etwas erleichtern, dennoch verschlechtert sich Trencks Zustand zusehends. Als Amalie mit einigen anderen Nonnen die Festung aufsucht, um die Gefangenen seelsorgerisch zu betreuen, kann sie durchsetzen, auch zu Trenck gelassen zu werden. Sie findet ihn apathisch vor. Obwohl sie sich nicht sicher sein kann, dass er sie überhaupt erkennt, versucht sie ihm Mut zuzusprechen – offenbar mit Erfolg, denn etwas später mobilisiert Trenck seine verbliebenen Kräfte für einen Fluchtversuch. Er entkommt schließlich in der Uniform eines Wachsoldaten und schlägt sich nach Quedlinburg durch. Dort kommt es in Anwesenheit Amalies in der Klosterkirche zu einem letzten erbitterten Kampf zwischen ihm und Jaschinsky. Dabei unterliegt Trenck. Als Jaschinsky jedoch zum tödlichen Stoß gegen seinen Rivalen ansetzen will, wird er von Amalie mit einer Steinfigur erschlagen.
Amalie und Trenck fliehen daraufhin zu Pferde, werden aber nach kurzer Zeit aufgegriffen und zum König gebracht, der sich in einem nahegelegenen Feldlager aufhält. Trenck soll erschossen werden. Amalie versucht noch einmal leidenschaftlich, ihrem  Bruder ins Gewissen zu reden. Schließlich besinnt sich der König auf seine einstige Zuneigung zu beiden und erlaubt dem Paar, gemeinsam das Land zu verlassen. Amalie und Trenck reiten durch blühende Felder ihrem neuen Leben entgegen.

## Hintergrund
Es handelt sich um die dritte Verfilmung der Autobiografie des preußischen Offiziers und Abenteurers Friedrich von der Trenck (1727–1794), die er erstmals 1786 unter dem Titel Des Friedrich Freyherrn von der Trenck merkwürdige Lebensgeschichte veröffentlichte. Trencks Liebesbeziehung zu Amalie von Preußen (1723–1787), die in allen Verfilmungen ein wichtiges Handlungselement darstellt, wird in der Buchvorlage allerdings nur sehr dezent angedeutet und ist historisch nicht nachgewiesen. Die erste Verfilmung entstand 1932. In dem Kinofilm Trenck unter der Regie von Heinz Paul und Ernst Neubach spielte Hans Stüwe die Titelrolle. 1973 folgte unter dem Titel Die merkwürdige Lebensgeschichte des Friedrich Freiherrn von der Trenck eine Adaption für das Fernsehen. Auf diese ursprünglich sechsteilige, später auf fünf Teile gekürzte Miniserie nimmt die jüngste Verfilmung Trenck – Zwei Herzen für die Krone stark Bezug. Viele Dialoge wurden nahezu wörtlich übernommen (Beispiel: Trencks Audienz beim König, an deren Ende er zum Kornett befördert wird), andere markante Textzeilen tauchen in geändertem Zusammenhang wieder auf (etwa Amalies Ausspruch „Mein Leben hat nur ein halbes Jahr gedauert.“). Es gibt einige personelle Überschneidungen zwischen beiden Produktionen. So hatte Gernot Roll bereits damals (unter der Regie Fritz Umgelters) als Kameramann fungiert. Auch Szenenbildner Wolfgang Hundhammer wirkte an beiden Produktionen mit. Ben Beckers Vater Rolf Becker verkörperte Friedrich II. Der Hauptdarsteller der Serie, Matthias Habich, übernahm in der Neuverfilmung eine kleine Nebenrolle. Die Äußerung des von ihm verkörperten Generals „Ach, Trenck, Trenck, hören Sie mir doch auf mit dem Trenck! Ich kann den Namen nicht mehr hören.“ kann dabei als ironische Anspielung verstanden werden.

## Rezeption
Die Erstausstrahlung des Films fand am 25. Dezember 2002 auf Arte statt.
TV Spielfilm gab dem Film einen Daumen nach oben sowie je zwei von drei möglichen Punkten für Action und Spannung, ferner je einen Punkt für Anspruch und Erotik. Man attestierte Regisseur und Kameramann Gernot Roll ein „Gespür für edle Optik und Dramatik“. „Opulent und mitreißend inszeniertes Schicksal“ lautete das Fazit.